# Risa Taneda
Risa Taneda  (種田 梨沙?, Taneda Risa) (Tokyo, 12 luglio 1988) è una doppiatrice giapponese membro dell'Ufficio Osawa. Taneda è meglio conosciuta per i ruoli di Mirai Kuriyama in Beyond the Boundary, Kaori Miyazono in Your Lie in April, Erina Nakiri in Food Wars: Shokugeki no Soma e Yukina Himeragi in Strike the Blood.

## Filmografia

### Animazioni televisive
2012
- AKB0048: come fratello di Yuuka
- Batle Spirits:  Sword Eyes: come Donna (a caso)
- From the New World: come Saki Watanabe
- Love, Elections & Chocolate: come 2 Studentesse
- Natsuyuki Rendezvous: come Kool
- Say "I love you": come Asami Oikawa
- Tanken Driland: come Principessa Sera
- Tari Tari: come Midori Ueno
- To Love-Ru Darkness: come Pretty girl (ep. 12)

2013
- A Certain Scientific Railgun S: come Studentessa
- AKB0048 next stage: come fratello di Yuuka
- Battle Spirits:  Sword Eyes: come Ragazza maid
- Beyond the Boundary: come Mirai Kuriyama
- Boku wa Tomodachi ga Sukunai NEXT: come Jenfa
- Gaist Crusher: Sakura Sango
- Genshiken Second Season: come Fuji
- High School DxD New: come Xenovia Quarta
- Kin-iro Mosaic: Aya Komichi
- Kotoura-san: come Yu-chan, Studentessa
- Golden Time: come Solicitor
- Gargantia on the Verdurous Planet: come Paraem
- Magi: The Labyrinth of Magic: come Tiare
- My Girlfriend and Childhood Friend are Strange: Kaoru Asoi
- Ro-Kyu-Bu! SS: come Masami Fujii
- Strike the Blood: come Yukina Himeragi
- The Devil Is a Part-Timer!: come Ragazza
- Tokyo Ravens: come Harutora Tsuchimikado (giovane), una donna e studentessa
- Unbreakable Machine-Doll: Cedric Granville/Alice Bernstein
- Yozakura Quartet: bambino della seconda strada e 2 ragazze
- Yuyushiki: come Yukari Hinata

2014
- Brynhildr in the Darkness: come Neko Kuroha/Kuroneko
- If Her Flag Breaks: No. 0
- Is the Order a Rabbit?: Rize Tedeza
- Glasslip: come Sachi Nagamiya
- Lady Jewelpet: Lillian
- Log Horizon 2: come Seine, Chika
- M3 the dark metal: come Heito (giovane)
- No Game No Life: come Queen
- Recently, My Sister Is Unusual: come Studentessa
- Selector Infected WIXOSS: come Mayu
- selector spread WIXOSS: come Mayu
- Tenkai Knights: come Chooki Mason
- When Supernatural Battles Became Commonplace: come Sayumi Takanashi
- Your Lie in April: come Kaori Miyazono

2015
- Food Wars!:  Shokugeki no Soma: come Erina Nakiri
- Gate:  Jieitai Kanochi nite, Kaku Tatakaeri: come Rory Mercury
- Is the Order a Rabbit??: Rize Tedeza
- Hello!! Kin-iro Mosaic: Aya Komichi
- High School DxD BorN: come Xenovia Quarta
- Is It Wrong to Try to Pick Up Girls in a Dungeon?: come Riveria Ljos Alf
- Kantai Collection: Nachi, Ashigara, Haguro
- Log Horizon 2: come Sejin
- Ninja Slayer From Animation: come Drago Yukano
- Sky Wizards Academy: come Yuri Floster
- The Rolling Girls: come Ai Hibiki
- Ultimate Otaku Teacher: come Matome Nishikujou
- Utawarerumono:  The False Faces: come Kuon

2016
- Aokana:  Four Rhythm Across the Blue: come Reiko Satōin
- Alderamin on the Sky: come Yatorishino Igsem
- Food Wars!Shokugeki no Soma:  The Second Plate: come Erina Nakiri
- Gate:  Jieitai Kanochi nite, Kaku Tatakaeri - Enryuu-hen: come Rory Mercury
- Luck & Logic: come Tamaki Yurine
- Undefeated Bahamut Chronicle: come Celistia Ralgris

2018
- High School DxD HERO: come Xenovia Quarta
- Zombieland Saga: come Ai Mizuno

2019
- Grimms Notes The Animation: come Cappuccetto Rosso

### Original video animation (OVA)
- Arata-naru Sekai (2012), Yakusa
- High School DxD BorN (2015), Xenovia
- Strike the Blood II OVA (2016-2017), Yukina Himeragi
- Strike the Blood III OVA (2018-2019), Yukina Himeragi

### Animazioni teatrali
- Sakura no Ondo (2011), Narratore[2]
- Gekijōban Kyōkai no Kanata I'll Be Here: Kako-hen (2015), Mirai Kuriyama
- Gekijōban Kyōkai no Kanata I'll Be Here: Mirai-hen (2015), Mirai Kuriyama
- Garakowa -Restore the World- (2016), Dual

### Videogiochi
2012
- Glass Heart Princess: Manaka

2013
- Kantai Collection
- Glass Heart Princess-PLATINUM: Manaka
- The Idolmaster Million Live!: Kotoha Tanaka

2014
- Granblue Fantasy: come Aster
- Dengeki Bunko: Fighting Climax: come Yukina Himeragi
- The Legend of Heroes: Trails of Cold Steel II: come Altina Orion
- Project Zero: Maiden of Black Water: come Yuuri Kozukata
- Etrian Odyssey 2 Untold: The Fafnir Knight: come Arianna
- Chaos;Child: come Mio Kunosato

2015
- Fate/Grand Order: come Shielder/Mash Kyrielight, Rider/Marie Antoinette, Berserker/Kiyohime, Assassin/Mata Hari
- Utawarerumono: Mask of Deception: come Kuon
- Tokyo Mirage Sessions ♯FE: come Palla
- Fate/Grand Order: come Mashu Kyrielight/Shielder, Marie Antoinette, Mata Hari e Kiyohime
- Utawarerumono: Mask of Deception: come Kuon
- Dragon Quest VIII: L'odissea del re maledetto (versione 3DS): come Principessa Medea
- Valkyrie Drive: Bhikkhuni: come Koharu Tsukikage

2016
- Overwatch: come D.VA
- The Legend of Heroes: Akatsuki no Kiseki: come Altina Orion
- Utawarerumono: Mask of Truth: come Kuon
- Puyo Puyo Chronicle: come Harpy

2017
- Fire Emblem Heroes: Palla, Idunn
- Fire Emblem Echoes: Shadows of Valentia: Palla
- God Wars: Future Past: Uzume
- Azur Lane: HMS Cygnet, IJN Shoukaku, IJN Zuikaku, Kuon
- Dragon Quest Rivals: Principessa Medea
- Shinobi Master Senran Kagura: New Link: Xenovia Quarta

2018
- Princess Connect! Re:Dive: Yui
- Utawarerumono: Prelude to the Fallen: Kuon
- Utawarerumono: Zan: Kuon
- Dragalia Lost: Sazanka
- Puyo Puyo Champions: Harpy
- Super Smash Bros. Ultimate: Yuuri Kozukata

2019
- Arknights: Eyjafjalla, Meteorite

2021
- Blue Archive: Azusa Shirasu

2022
- Overwatch 2: D.VA

### Drama CD
- Ichiban Ushiro No Daimao: Drama & Character Song Album - Ichiban Ushiro Ni Aru Kimochi (2010), Studentessa B[3]
- Kyoukai no Kanata Drama CD : Slapstick Literary Club (2013), Mirai Kuriyama
- Hibi Chouchou (2014), Yuri Kudō

## Sostituzioni
Nel 1 settembre del 2016, l'ufficio Osawa ha annunciato che Taneda che si sarebbe presa una pausa dal lavoro per concentrarsi sul trattamento per la sua gola. Nel 4 agosto del 2017, l'ufficio Osawa ha annunciato che il suo trattamento ha avuto successo e che tornerà al lavoro il più presto possibile.
Risa è stata sostituita nel ruolo che le era stato affidato da:
- Rie Takahashi: Mash Kyrielite (Fate: Grand Order)
- Hisako Kanemoto: Erika Nakiri (Food Wars! Shokugeki no Soma)
- Nana Mizuki: Kisaki Kondo (WWW.Working!!)